# Riu Murray
El riu Murray (en anglès Murray River) és un dels principals rius d'Austràlia, recorrent 2.530 quilòmetres, des dels Alps Australians fins a la seva desembocadura a l'oceà Índic, a prop d'Adelaida. No obstant això, amb un dels seus afluents, el riu Darling, el sistema Murray-Darling assoleix els 3.672 km
El riu Murray, que és molt present en la mitologia dels aborígens australians (que l'anomenen Millewa), fou explorat durant la primera meitat del segle xix pels europeus instal·lats al país, i exercí posteriorment un important paper gràcies a ser navegable pels vaixell de vapors i a permetre el desenvolupament de les activitats agrícoles. La seva rica fauna i flora està amenaçada per la introducció d'espècies invasores i per la sobreexplotació de les seves aigües.

## Trajectòria

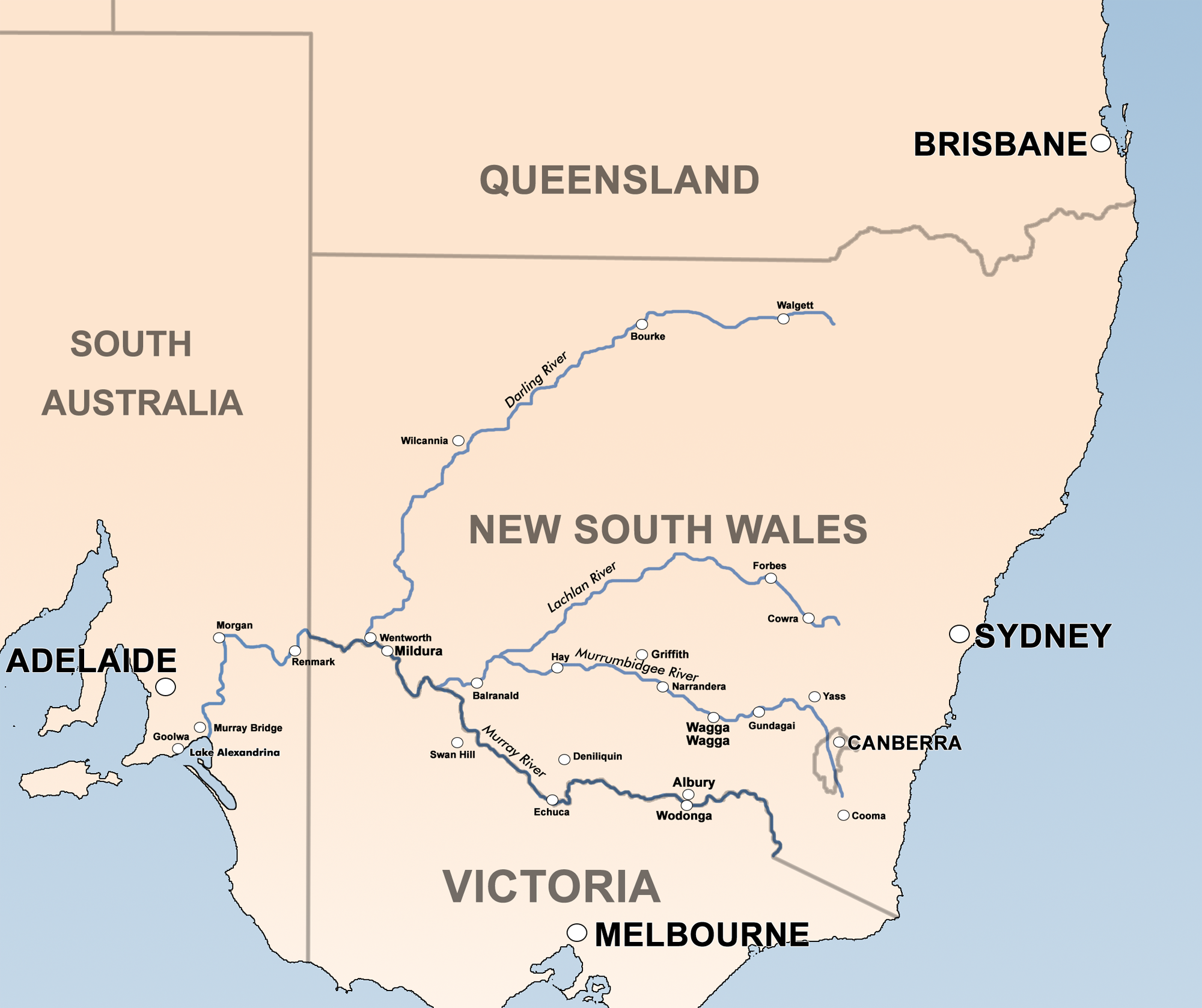
Conca del riu Murray

El riu naix dels cims més elevats dels Alps Australians, les Snowy Mountains. En el seu curs marca la frontera entre els estats de Nova Gal·les del Sud (al nord) i Victòria (al sud).

### Afluents principals
- Riu Murrumbidgee, de 1.485 km (riba dreta)
- Riu Goulburn, de 654 km (riba esquerra)
- Riu Darling, de 2.854 km (riba dreta)

### Ciutats principals
- Albury
- Wodonga
- Mildura
- Murray Bridge

## Història antiga

### Llac Bungunnia
Fa entre 2,5 i 0,5 milions d'anys, el Murray va acabar en un gran llac d'aigua dolça, el llac Bungunnia, format pels moviments de terra que van bloquejar el riu a prop de Swan Reach. En la seva màxima extensió, el llac Bungunnia cobria 33000 km², s'estenia fins a prop dels llacs Menindee al nord i fins a prop de Boundary Bend al sud. El drenatge del llac Bungunnia es va produir fa aproximadament 600.000 anys.
Les argiles profundes dipositades pel llac són evidents als penya-segats al voltant de Chowilla, al sud d'Austràlia. Haurien estat necessàries unes pluges considerablement més grans per mantenir ple aquest llac; el drenatge del llac Bungunnia sembla haver marcat el final d'una fase humida en la història de la conca de Murray-Darling i l'aparició de condicions àrides generalitzades semblants a les actuals. Al llac Bungunnia existia una espècie de peix pulmonat Neoceratodus; avui dia, els peixos pulmonars Neoceratodus només es troben a diversos rius de Queensland.

### Falla de Cadell i formació dels boscos de goma vermella de Barmah
Els coneguts boscos de goma vermella del riu Barmah deuen la seva existència a la falla de Cadell. Fa uns 25.000 anys, es va produir un desplaçament al llarg d'aquesta falla, augmentant la seva vora oriental, que va de nord a sud, 8 a 12 m per sobre de la plana inundable. Això va crear una sèrie complexa d'esdeveniments. Una secció del canal original del riu Murray immediatament darrere de la falla va quedar abandonada (actualment existeix com un canal buit conegut com a Green Gully). El riu Goulburn va ser embassat per l'extrem sud de la falla per crear un llac natural.
El riu Murray fluïa cap al nord al voltant de la falla de Cadell, creant el canal del riu Edward que existeix actualment i per on encara flueix bona part de les aigües del Murray. Aleshores, la presa natural del riu Goulburn va fallar, el llac es va drenar i el Murray va canviar el seu curs cap al sud i va començar a fluir pel canal més petit del riu Goulburn, creant "The Barmah Choke" i "The Narrows" (on el canal del riu és inusualment estret), abans d'entrar de nou al canal adequat del riu Murray.
El resultat principal de la falla de Cadell: que l'aigua que flueix a l'oest del riu Murray colpeja la falla nord-sud i desvia tant al nord com al sud al voltant de la falla als dos canals principals (Edward i l'ancestral Goulburn) a més d'un ventall de petits rierols, i inunda regularment una gran quantitat de zones baixes de la zona. Aquestes condicions són perfectes per a River Red Gums, que ràpidament van formar boscos a la zona. Així, el desplaçament de la falla de Cadell 25.000 BP va portar directament a la formació dels famosos boscos de goma vermella del riu Barmah.

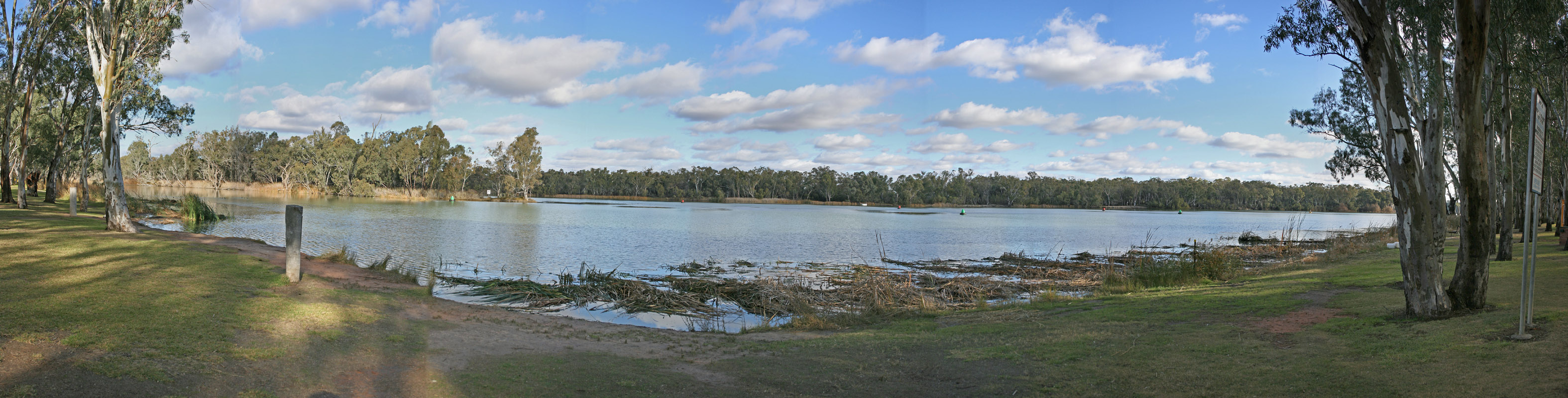
La confluència dels rius Darling i Murray a Wentworth, Nova Gal·les del Sud

El Barmah Choke i The Narrows restringeixen la quantitat d'aigua que pot viatjar per aquesta part del Murray. En èpoques d'inundació i d'alts cabals de reg, la majoria de l'aigua, a més d'inundar els boscos de Red Gum, en realitat viatja pel canal del riu Edward. El Murray no ha tingut prou potència de flux per augmentar naturalment The Barmah Choke i The Narrows per augmentar la quantitat d'aigua que poden transportar.
La falla de Cadell és força notable com un terraplè continu, baix i de terra quan s'entra a Barmah des de l'oest, tot i que a ulls no entrenats pot semblar feta per l'home.

### Boca Murray
La desembocadura de Murray és el punt en què el riu Murray desemboca al mar, i la interacció entre els seus corrents poc profunds, canviants i variables i el mar obert pot ser complexa i impredictible. Durant el període màxim del comerç del riu Murray (aproximadament entre 1855 i 1920), va presentar un gran impediment per al pas de mercaderies i productes entre Adelaide i els assentaments de Murray, i molts vaixells hi van naufragar o van naufragar.
Des de principis dels anys 2000, les màquines de dragatge han funcionat a Murray Mouth durant les 24 hores del dia, movent la sorra del canal per mantenir un cabal mínim des del mar i cap al sistema de llacuna del Parc Nacional de Coorong. Sense el dragatge, la boca s'envasaria i es tancaria, tallant el subministrament d'aigua de mar fresca al Parc Nacional de Coorong, que després s'escalfaria, s'estancaria i moriria.

### Mitologia
Sent un dels principals sistemes fluvials d'un dels continents més secs de la Terra, el Murray té una important rellevància cultural per als aborígens australians. Segons la gent del llac Alexandrina, el Murray va ser creat per les pistes del gran avantpassat, Ngurunderi, mentre perseguia Pondi, el bacallà de Murray. La persecució es va originar a l'interior de Nova Gal·les del Sud. Ngurunderi va perseguir el peix (que, com molts animals tòtems en els mites aborígens, sovint es representa com un home) amb basses (o lala) fetes amb gomes vermelles i llançava contínuament llances al seu objectiu. Però Pondi era una presa astuta i va tallar un camí de teixit, tallant els diferents afluents del riu. Ngurunderi es va veure obligat a encallar les seves basses, i sovint en crear-ne de noves a mesura que canviava de l'abast a l'abast del riu.
A Kobathatang, Ngurunderi finalment va tenir sort i va colpejar a Pondi a la cua amb una llança. Tanmateix, el xoc del peix va ser tan gran que el va llançar cap endavant en línia recta fins a un lloc anomenat Peindjalang, prop de Tailem Bend. Desitjosos de rectificar el seu fracàs per atrapar la seva presa, el caçador i les seves dues dones (de vegades les dones germanes escapades de Waku i Kanu) es van afanyar i van prendre posicions a l'altura del penya-segat on ara es troba Tailem Bend. Van fer una emboscada a Pondi només per tornar a fallar. Ngurunderi va tornar a la seva persecució, però va perdre la seva presa quan Pondi es va capbussar al llac Alexandrina. Ngurunderi i les dones es van establir a la costa, només per patir mala sort amb la pesca, sent plagats per un dimoni de l'aigua conegut com a Muldjewangk. Més tard es van traslladar a un lloc més adequat al lloc de l'actual Ashville. Es diu que els cims bessons del mont Misèria són les restes de les seves basses; es coneixen com Lalangengall o les dues embarcacions.
Aquesta història d'un caçador que persegueix un bacallà de Murray que va tallar el Murray persisteix en nombroses formes en diversos grups lingüístics que habiten l'enorme àrea que abasta el sistema Murray. Els wotojobaluks de Victòria parlen de Totyerguil de la zona ara coneguda com a Swan Hill, que es va quedar sense llances mentre perseguia el bacallà Otchtout.

## Història
Roonka Flat, prop de Blanchetown, va ser un lloc d'ocupació des d'almenys el 7000 aC.

### Exploració europea
Els primers europeus a trobar-se amb el riu van ser Hamilton Hume i William Hovell, que van travessar el riu on ara hi ha Albury el 1824: Hume el va anomenar riu Hume en honor al seu pare. El 1830, el capità Charles Sturt va arribar al riu després de recórrer el seu afluent el riu Murrumbidgee i el va batejar com a riu Murray en honor a l'aleshores secretari d'Estat britànic de Guerra i Colònies, Sir George Murray, sense adonar-se que era el mateix riu que Hume i Hovell s'havien trobat més amunt.
Sturt va continuar baixant pel llarg restant del Murray per arribar finalment al llac Alexandrina i a la desembocadura del riu. El capità Collet Barker va explorar més a fons els voltants de la boca de Murray el 1831.
Se sap que els tres primers colons del riu Murray van ser James Collins Hawker (explorador i agrimensor) juntament amb Edward John Eyre (explorador i posteriorment governador de Jamaica) i EB Scott (anteriorment superintendent de la presó laboral de Yatala). Se sap que Hawker va vendre la seva participació a la Bungaree Station, que va fundar amb els seus germans, i es va traslladar al costat del Murray en un lloc prop de Moorundie.
El 1852, Francis Cadell, en preparació per al llançament del seu servei de vapor, va explorar el riu en un vaixell de lona, recorrent 2.100 km aigües avall de Swan Hill.
El 1858, mentre actuava com a ministre de Terres i Obres de Nova Gal·les del Sud, el nacionalista irlandès i fundador de Young Ireland, Charles Gavan Duffy, va fundar Carlyle Township al riu Murray, després del seu amic íntim, l'historiador i assagista escocès Thomas Carlyle. Al municipi es trobaven Jane Street, anomenat en honor a l'esposa de Carlyle, Jane Carlyle, i Stuart-Mill Street, en honor al filòsof polític John Stuart Mill.
El 1858, el zoòleg del govern, William Blandowski, juntament amb Gerard Krefft, va explorar el curs inferior dels rius Murray i Darling, compilant una llista d'ocells i mamífers.
George "Chinese" Morrison, llavors de 18 anys, va navegar pel riu en canoa des de Wodonga fins a la seva desembocadura, en 65 dies, completant els 2.503 km de viatge el gener de 1881.

## Transport fluvial

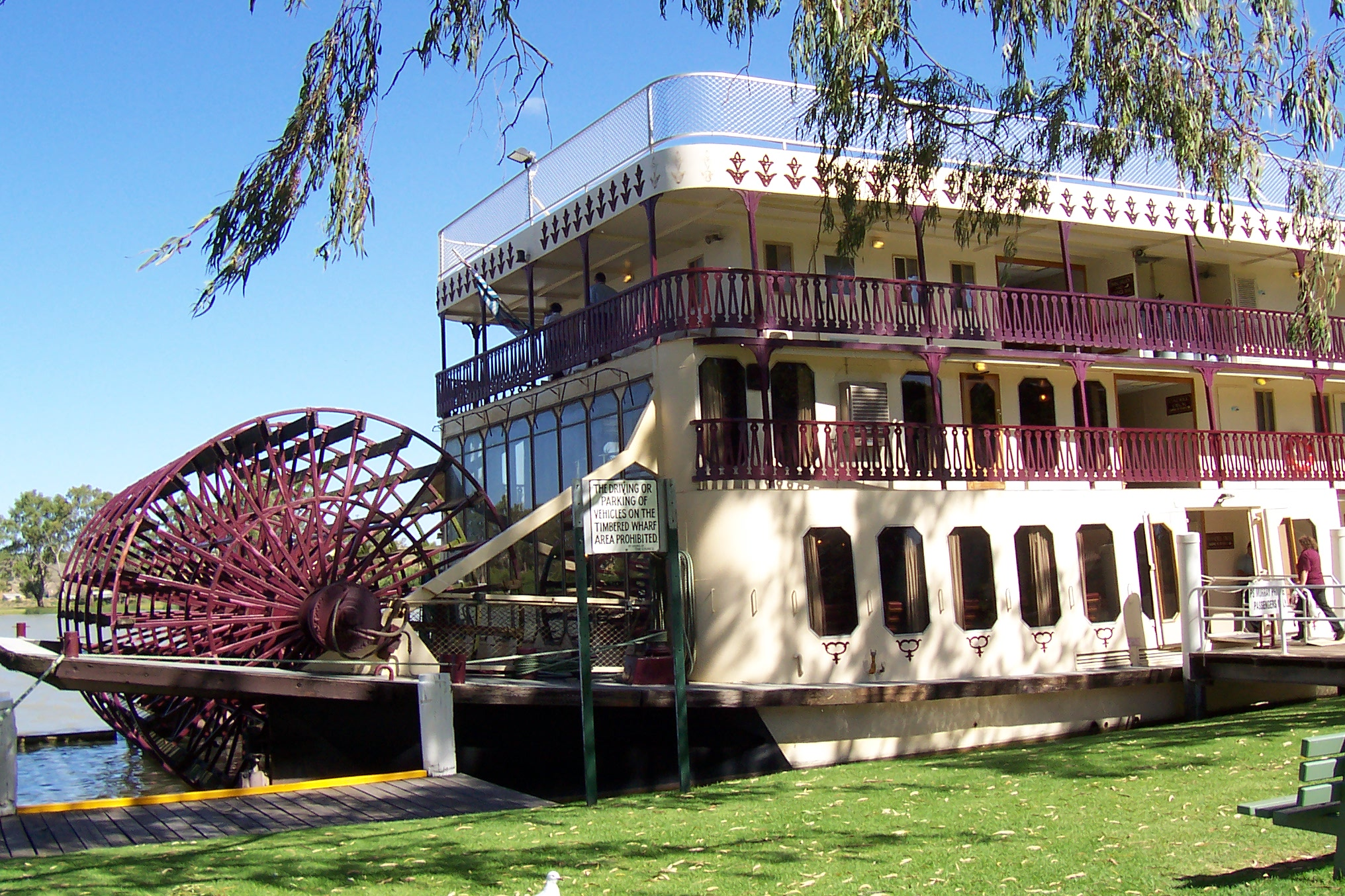
El PS Murray Princess és el vaixell de paletes més gran que opera al riu Murray.

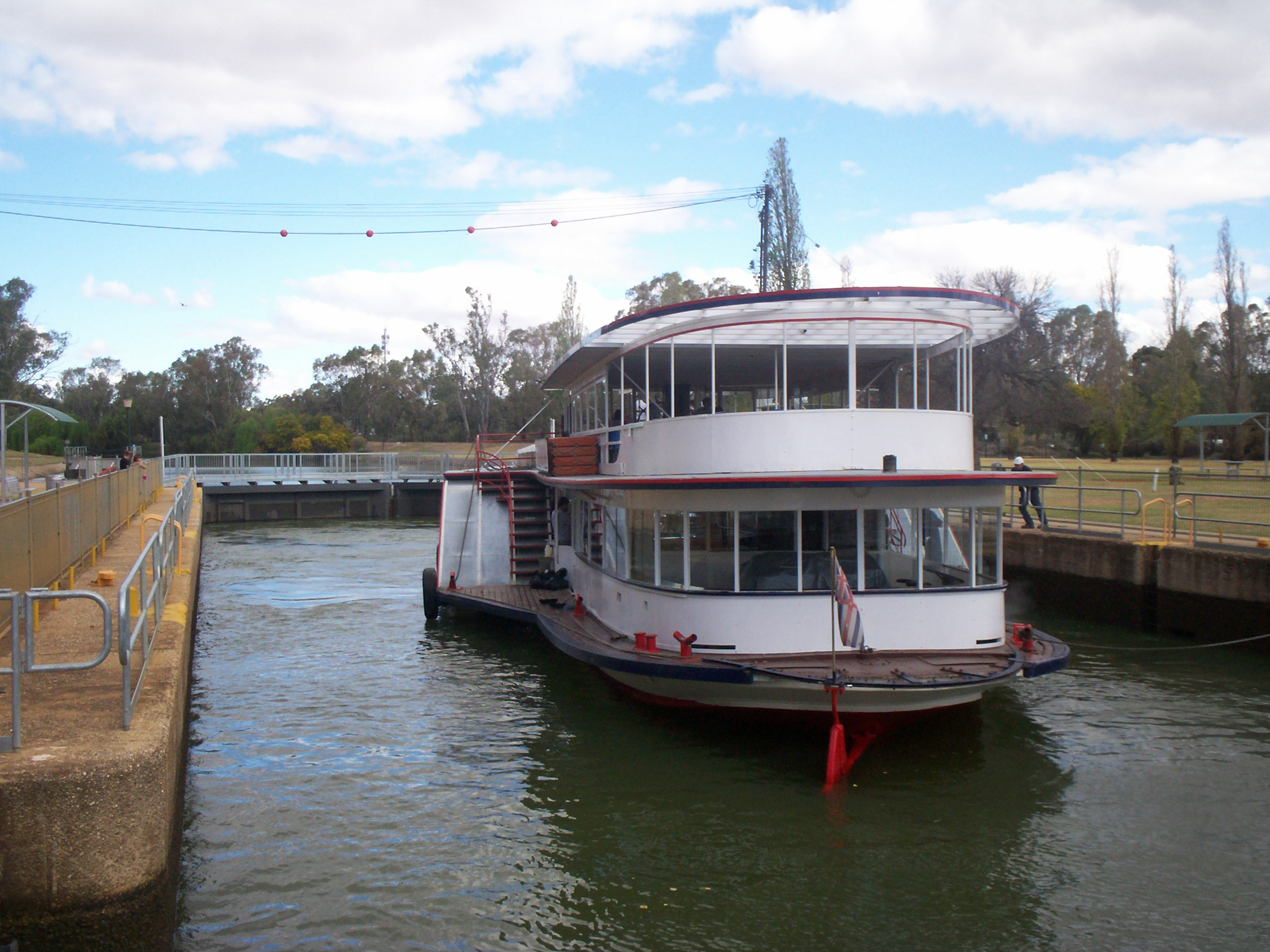
El PS Melbourne passa pel Lock 11 a Mildura

La navegació no pot entrar al Murray des del mar perquè no té ria. No obstant això, al segle xix el riu va donar suport a un important comerç comercial amb vapors de pales de poca profunditat, els primers viatges es van fer amb dos vaixells des d'Austràlia Meridional a la riuada de primavera de 1853. La Lady Augusta, capitanejada per Francis Cadell, va arribar a Swan Hill mentre que una altra, Mary Ann, capitanejada per William Randell, va arribar a Moama (prop d'Echuca). El 1855 un vaixell de vapor que transportava subministraments per a la mineria d'or va arribar a Albury, però Echuca era el punt d'inflexió habitual, tot i que les embarcacions petites van continuar enllaçant amb ports amunt del riu com Tocumwal, Wahgunyah i Albury.
L'arribada del transport de vaixells de vapor va ser benvinguda pels pastors que havien patit una escassetat de transport a causa de les demandes dels camps d'or. El 1860 una dotzena de vaixells de vapor estaven operant durant la temporada d'aigua alta al llarg del Murray i els seus afluents. Una vegada que el ferrocarril va arribar a Echuca l'any 1864, la major part del clip de llana des de la Riverina es va transportar per riu fins a Echuca i després cap al sud fins a Melbourne.
El vaixell de rems de vapor Etona es va llançar com a vaixell de missió, en substitució d'un llançament de vapor anterior, també anomenat Etona, que havia estat operant al Murray des de 1891. El vaixell estava basat al pont de Murray, i operava entre Goolwa i la frontera victoriana, aturant-se a ciutats com Mannum, Morgan i Renmark, així com assentaments i camps de treball aïllats. A la part davantera del vas s'utilitzava una capella dotada d'altar i orgue, amb capacitat per a 20 persones. També hi havia una cabana. El ministre a bord, Rev. William Bussell, doblat com a capità. El 16 d'agost de 1898, Etona va arribar a Renmark, on el bisbe d'Adelaida, Rev. Dr. John Harmer, va celebrar serveis el diumenge següent amb l'assistència del reverend HM Wylie. El setembre del mateix any es va suspendre el servei a Holder el dia 18 a causa de l'encarament de l'embarcació en un banc de sorra. Durant el seu any de llançament, la caldera d’Etona va cedir, sent substituïda amb un cost de 87 lliures.

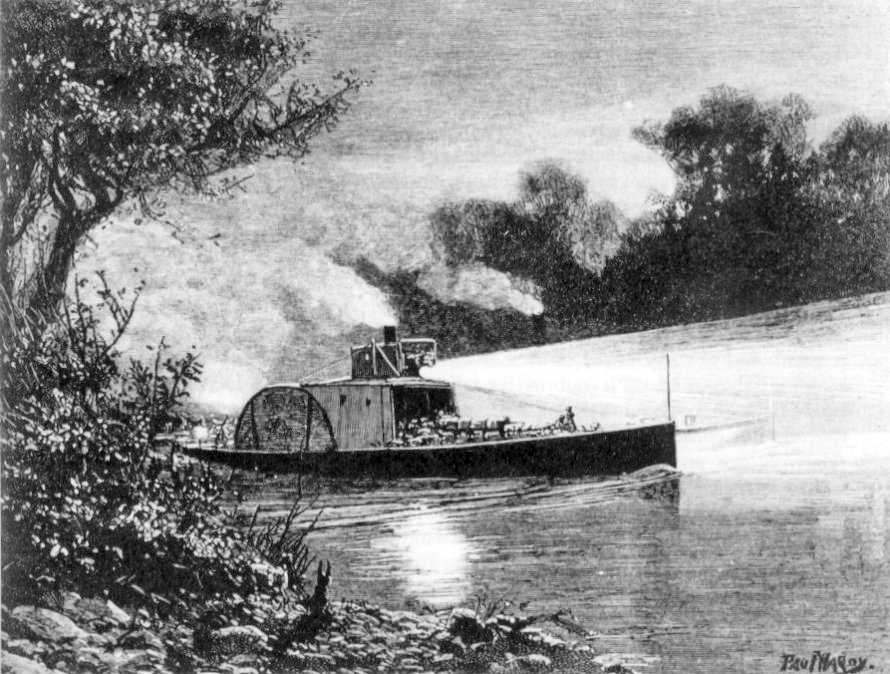
Un vaixell de vapor que en creuava un altre a la nit, cap al 1880

El Murray estava ple d'"snags", arbres caiguts submergits a l'aigua, i es van fer esforços considerables per netejar el riu d'aquestes amenaces per a la navegació mitjançant l'ús de barcasses equipades amb cabrestants accionats per vapor. En els darrers temps, s'han fet esforços per restaurar molts d'aquests inconvenients tornant a col·locar gominoles morts al riu. L'objectiu principal d'això és proporcionar un hàbitat per a espècies de peixos els llocs de cria i refugi de les quals van ser erradicats mitjançant l'eliminació dels snags.
L'autor EJ Brady va relatar un viatge ple d'esdeveniments riu avall en un petit vaixell de motor des d'Albury fins a la costa el 1911 a River Rovers.
El volum i el valor del comerç fluvial van fer d'Echuca Victoria el segon port i en la dècada de 1874 va experimentar una expansió considerable. En aquest moment fins a trenta vaixells de vapor i un nombre similar de barcasses treballaven el riu en temporada. El transport fluvial va començar a disminuir una vegada que els ferrocarrils van tocar el Murray en nombrosos punts. Els nivells poc fiables van fer que els vaixells no poguessin competir amb el transport ferroviari i posteriorment per carretera. Tanmateix, el riu encara transporta embarcacions d'esbarjo al llarg de tota la seva longitud.
Avui dia, la major part del trànsit al riu és recreatiu. Les embarcacions privades petites s'utilitzen per a l'esquí aquàtic i la pesca. Les cases flotants són habituals, tant comercials de lloguer com de propietat privada. Hi ha una sèrie de vaixells de vapor històrics i vaixells més nous que ofereixen creuers d'entre mitja hora i cinc dies.